# Erva-mate
A erva-mate (nome científico: Ilex paraguariensis), também chamada mate ou congonha, é uma árvore da família das aquifoliáceas, originária da região subtropical da América do Sul. É consumida como chá mate (quente ou gelado), chimarrão ou tereré no Brasil, no Paraguai, na Argentina, no Uruguai, na Bolívia e no Chile.
É considerada árvore símbolo do Rio Grande do Sul conforme lei nº 7.439, de 8 de dezembro de 1980. Também é parte integrante dos símbolos do estado do Paraná, estando representada, com um ramo da planta, na bandeira e no brasão estaduais (Decreto-Lei Estadual nº 2.457, de 31 de março de 1947).

## Etimologia
"Mate" deriva do termo quéchua mati, que designa o recipiente onde é bebido o chimarrão. "Congonha" deriva do tupi kõ'gõi, que significa "o que mantém o ser".
O nome científico Ilex paraguariensis foi dado em 1820 pelo botânico francês Auguste de Saint-Hilaire após entrar em contato com a planta pela primeira vez no Paraguai.

## Descrição
Pode atingir  doze metros de altura. Tem caule cinza, folhas ovais e fruto pequeno e verde ou vermelho-arroxeado. As plantas só se reproduziam por meio de pássaros da região, que ingeriam o pequeno fruto e defecavam sua semente. A plântula é muito sensível ao sol, tanto que, mesmo no plantio moderno, a técnica exige sombreamento até que a planta atinja alguma maturidade.

## Cultivo
Atualmente, existem viveiros que produzem mudas de variedades selecionadas, cujo plantio é feito com técnicas especiais em grandes hortos. Para facilitar a colheita anual dos ramos, a árvore é severamente podada para manter-se com não mais de três metros de altura. Dessa forma, evitam-se plantas altas que dificultem a colheita das folhas jovens, consideradas nobres na infusão do chá-mate. Outra prática bastante popular no planalto curitibano, habitat original da erva-mate, é conciliar o plantio da araucária com o da erva-mate. Técnicas como essa são comuns para um controle ambiental mais rígido e para evitar o desgaste do solo.

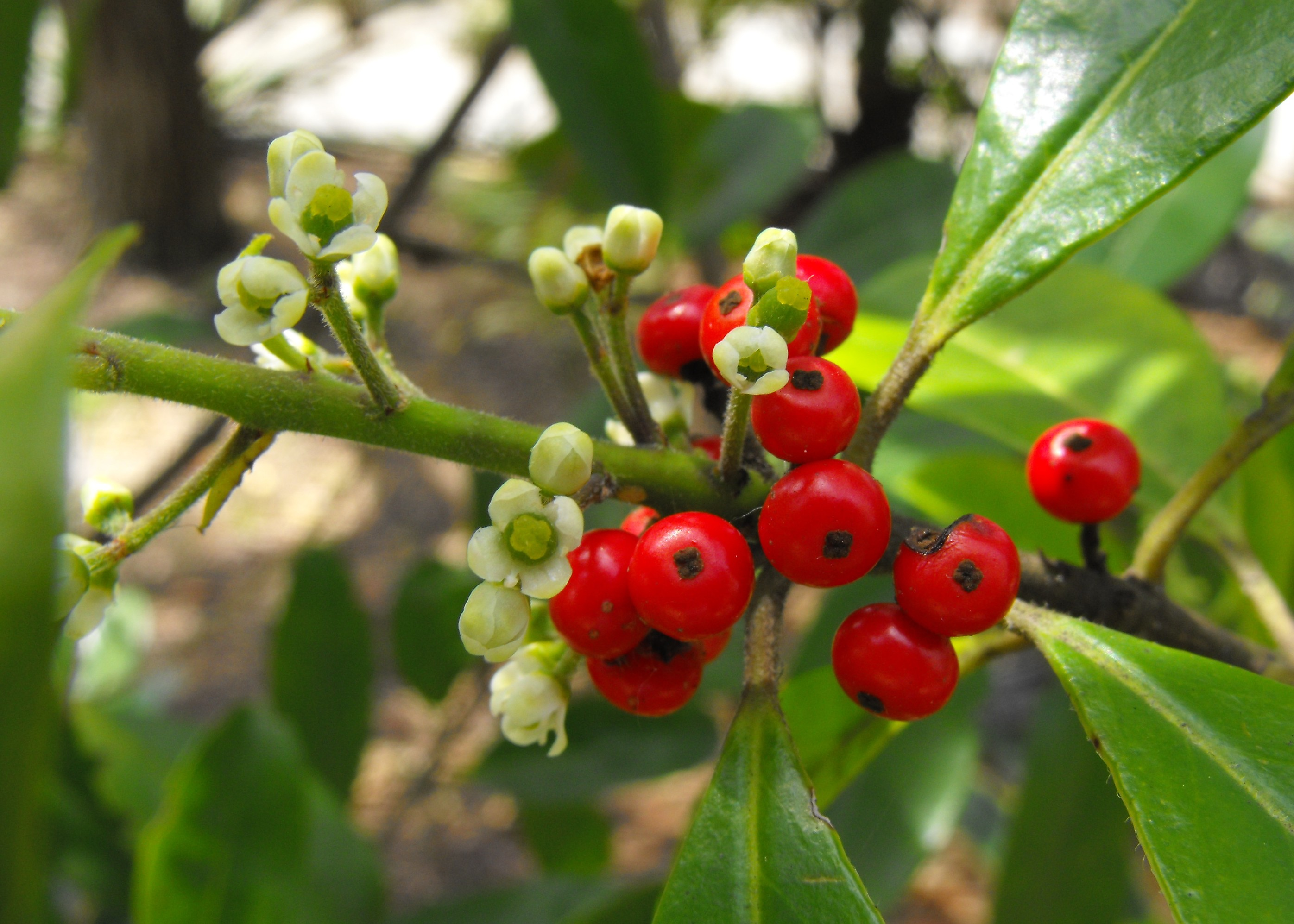
Flores e frutos de erva-mate no Jardim Botânico de San Diego, em Encinitas, na Califórnia, nos Estados Unidos

## Processo de produção
Até meados do século XX, o processo de produção, no Brasil, era semelhante ao método indígena para a obtenção do produto final, sendo as etapas divididas em corte, sapeco (chamuscamento) e secagem. Quanto à secagem, existem duas formas:
- o carijo, processo rústico utilizado pelos indígenas (a denominação foi determinada pelos guaranis, referindo-se ao "jirau" - armação de madeira semelhante a estrado ou palanque - onde se colocava a erva) utilizando uma espécie de estrado feito de varas e cipó nos quais se colocavam as folhas, as quais deveriam secar durante horas sobre um braseiro;[10]
- o barbaquá, uma elaboração adaptada para uma maior produção, exigindo maiores investimentos do empresário, muito utilizado a partir do século XX. Neste processo, as folhas secavam com o calor transportado através de um túnel de alvenaria, sendo a fumaça desviada para que a mesma não deixasse gosto e cheiro na folha.

Por fim, ocorre o cancheamento (picotamento) e a separação das folhas.

## História

### Descoberta e disseminação

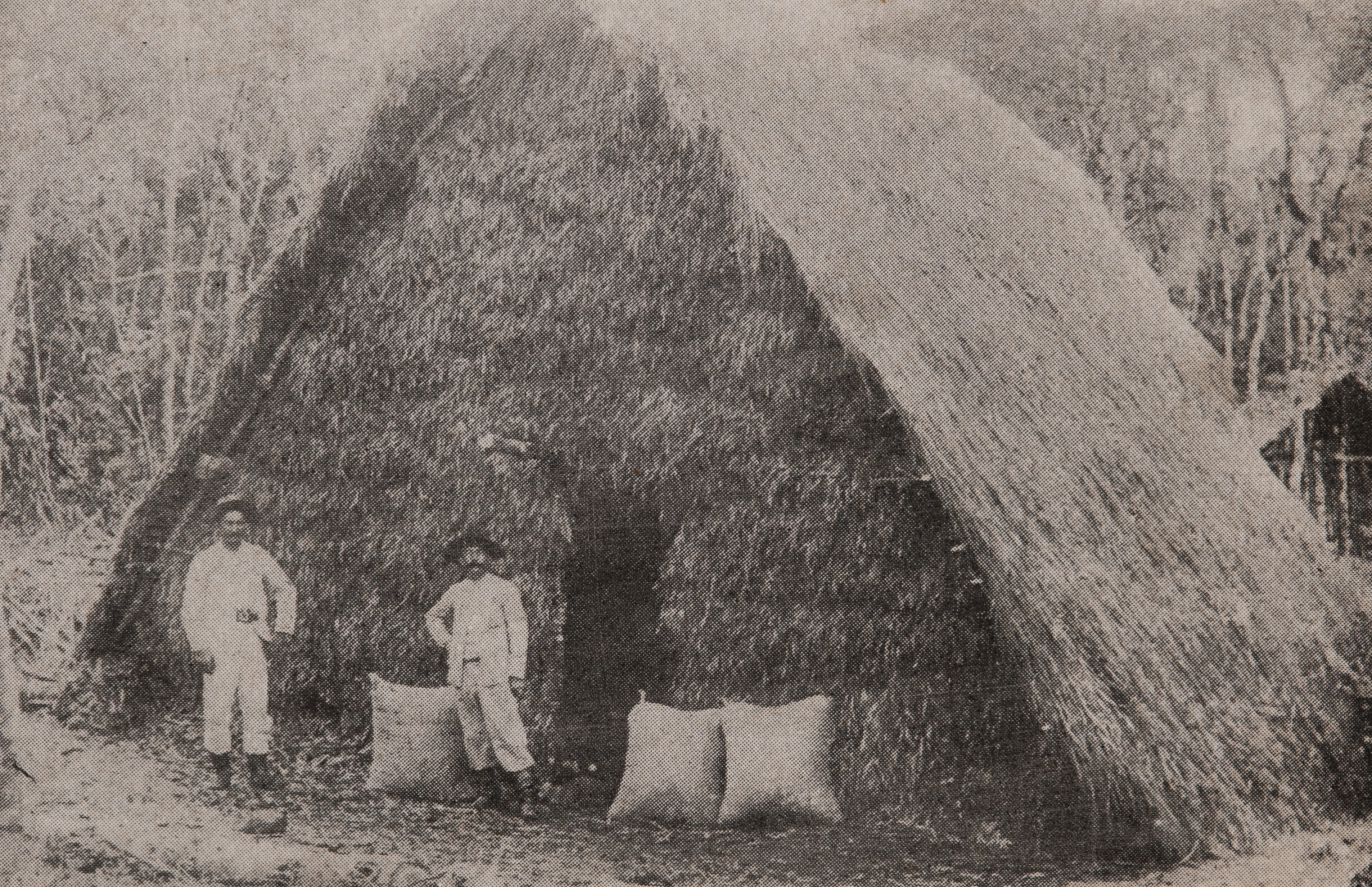
Depósito de erva mate em plena floresta no estado do Paraná

Os guaranis da região nordeste da Argentina parecem ter sido os descobridores do uso da erva-mate. No Século XVI, os guaranis passaram este conhecimento aos colonizadores espanhóis, que o disseminaram por todo o Vice-Reino do Rio da Prata. A erva chegou a ser proibida no sul do Brasil durante o século XVI, sendo considerada "erva do diabo" pelos padres jesuítas das reduções do Guayrá. A partir do século XVII, no entanto, os jesuítas passaram a incentivar o seu uso pelos índios com o objetivo de afastá-los das bebidas alcoólicas.
Por volta de 1690, Anton Sepp, jesuíta austríaco, ao encontrar índios na Banda dos Charruas, conta: "(...) um deles pediu apenas um pouquinho de uma erva paraguaia que não é outra coisa senão as folhas secas de determinada árvore, moídas em pó. Esse pó os índios deitam na água e dele bebem (...)" Sabe-se assim que para além da utilização da erva-mate em folha também existe a sua utilização em pó (resultado da moagem da folha).
Em viagem ao sul do Brasil, o viajante e médico alemão Roberto Avé-Lallemant relatou, em meados de 1858: "É o mate a saudação da chegada, o símbolo da hospitalidade, o sinal da reconciliação. Tudo o que em nossa civilização se compreende como amor, amizade, estima e sacrifício, tudo o que é elevado e bom impulso da alma humana, do coração, tudo está entretecido e entrelaçado com o ato de preparar o mate, servi-lo e tomá-lo em comum."

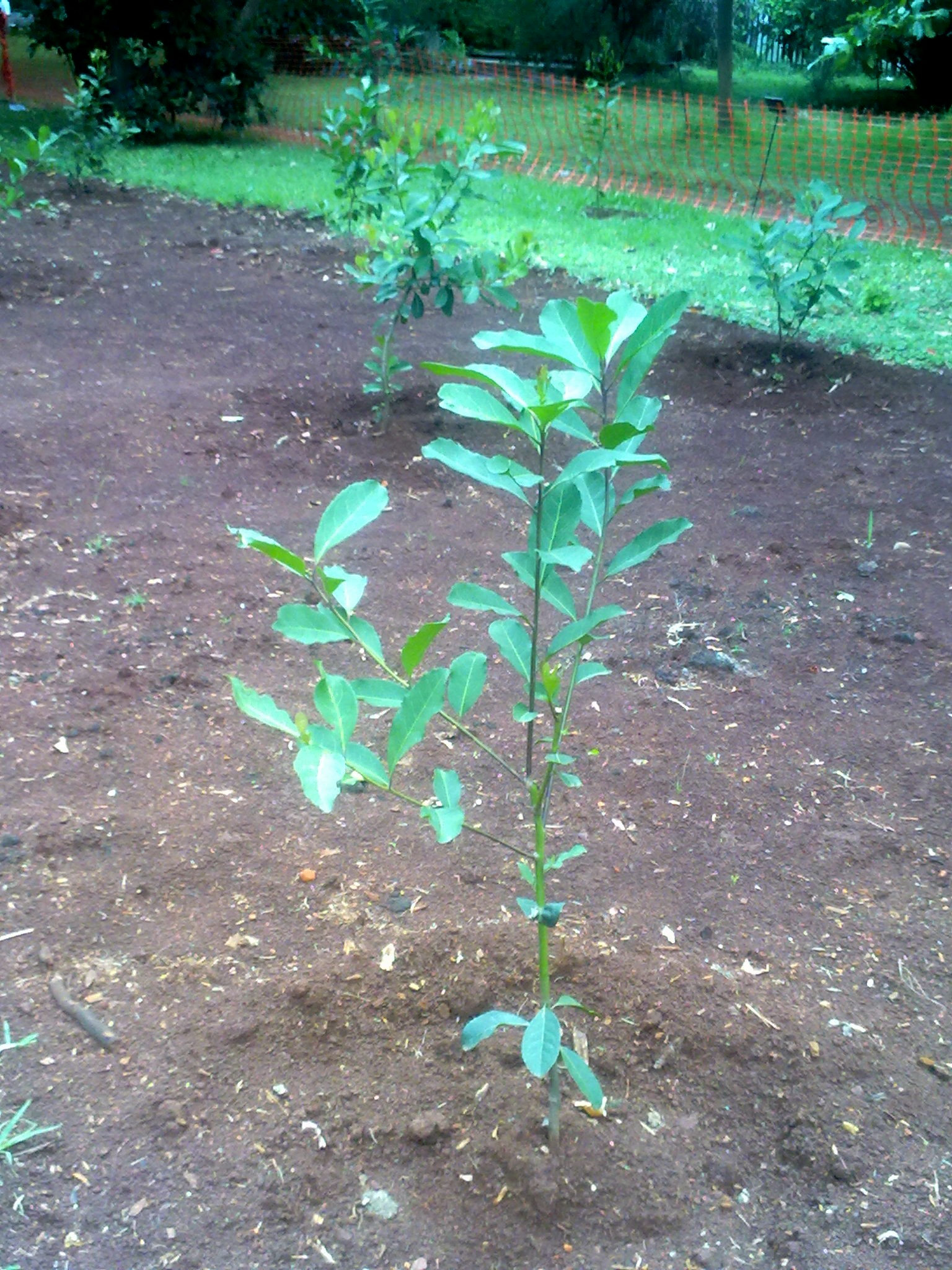
Pés de erva-mate no Jardim Botânico de Buenos Aires, na Argentina

### Ciclo da erva-mate no Brasil
No século XIX, o Paraguai se isolou dos outros países, proibindo a exportação de erva-mate para fora do país. Isto fez a Argentina e o Uruguai substituírem a erva-mate importada paraguaia pela brasileira, desenvolvendo, desta forma, o cultivo e o beneficiamento da planta em Santa Catarina, Paraná e Mato Grosso do Sul. Em meados dos século XIX a erva-mate chegou a representar 85% da economia paranaense, fato importante para a emancipação do Paraná do estado de São Paulo.

## Propriedades
Existe uma errônea afirmação de que a erva-mate possui um efeito negativo no desempenho sexual masculino: todavia, a Ilex paraguariensis possui um poder afrodisíaco, sendo ingerido para combater a infertilidade e a impotência.

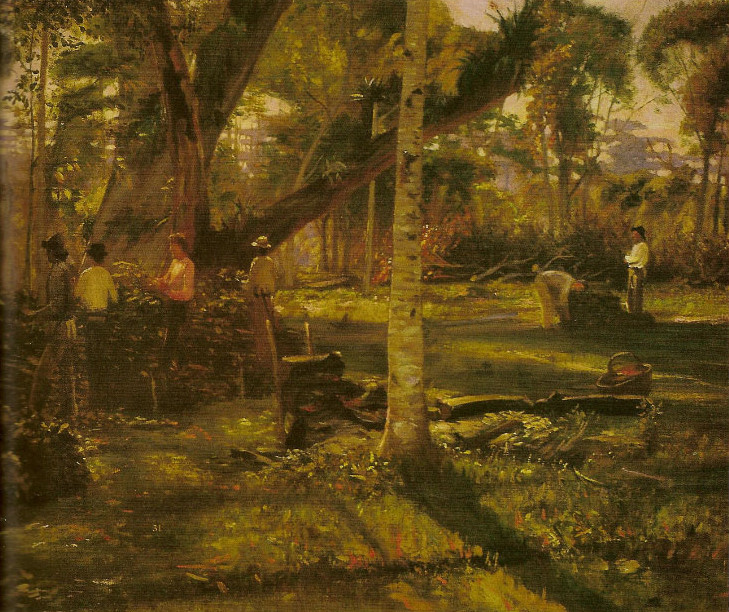
"Sapeco (queima) da erva-mate": pintura do século XIX de Alfredo Andersen

Análises e estudos sobre a erva-mate têm revelado uma composição que identifica diversas propriedades benéficas ao ser humano, pois estão contidos nas folhas da erva-mate alcaloides (cafeína, teofilina, teobromina etc.), ácidos fólicos e cafeico (taninos), vitaminas (A, B1, B2, C, e E), sais minerais (alumínio, ferro, fósforo, cálcio, magnésio, manganês e potássio), proteínas (aminoácidos essenciais), glicídeos (frutose, glucose, sacarose etc.), lipídios (óleos essenciais e substâncias ceráceas), além de celulose, dextrina, sacarina e gomas.
A erva também possui propriedades diuréticas moderadas, bem como efeitos antioxidantes, anti-inflamatórios e de eliminação de gorduras. Um estudo que apontou esses resultados positivos, bem como possíveis efeitos antimutagênicos, também incluiu referências para diversos outros estudos que apontam possível ação carcinógena associada ao consumo da erva-mate, devido à contaminação por agentes alquilantes durante o processo de secagem das folhas.

## Tipos de ervas
Apesar da erva-mate ser uma única planta, os processos de colheita, secagem e peneiramento para a obtenção do mate para consumo diferem:
- Erva-mate chimarrão: erva-mate fresca com granulometria mais fina e presença de outras partes do ramo. O padrão brasileiro define a erva-mate de chimarrão de maior qualidade como PN-1, que contém no mínimo 70% de folhas e 30% de outras partes do ramo.[21] Esta erva é consumida principalmente no sul do Brasil, sendo rara ou nula sua presença em outros países do Cone Sul. Pode conter açúcar, apesar desta adição ser condenada por tradicionalistas gaúchos.[22]
- Erva-mate moída grossa: erva-mate fresca com granulometria mais grosseira comparado a erva-mate de chimarrão tradicional. Difere levemente no sabor do chimarrão tradicional e é propensa a entupir menos o mate.
- Erva-mate cancheada: erva-mate que passa por um processo grosseiro de processamento, sendo apenas seca e triturada.[23]
- Pura folha: erva-mate que é utilizada apenas a folha,[24] fresca ou envelhecida. É amplamente consumida no Uruguai. sendo este padrão conhecido como mate gaucho ou Tipo Uruguaio.
- Padrão argentino: erva-mate envelhecida, com granulometria mais grosseira, contendo também partes do ramo. Notabilizada por apresentar um sabor mais forte que o chimarrão.
- Erva-mate para tererê: erva-mate com granulometria mais grosseira, varia em seu envelhecimento conforme o local da produção. Também pode ser jujada (adição de chás ou sabores de frutas) no processo de fabricação. Amplamente consumida no Paraguai e no centro-oeste brasileiro.
- Barbaquá ou Erva de carijo: erva-mate com processo de secagem diferenciada, na qual as folhas são sapecadas utilizando um sistema de secagem tradicional denominado carijo. Atualmente é apenas produzida de forma artesanal por pequenos produtores.[25] Adquire um sabor levemente defumado, sendo utilizada a folha e também o caule.[24]

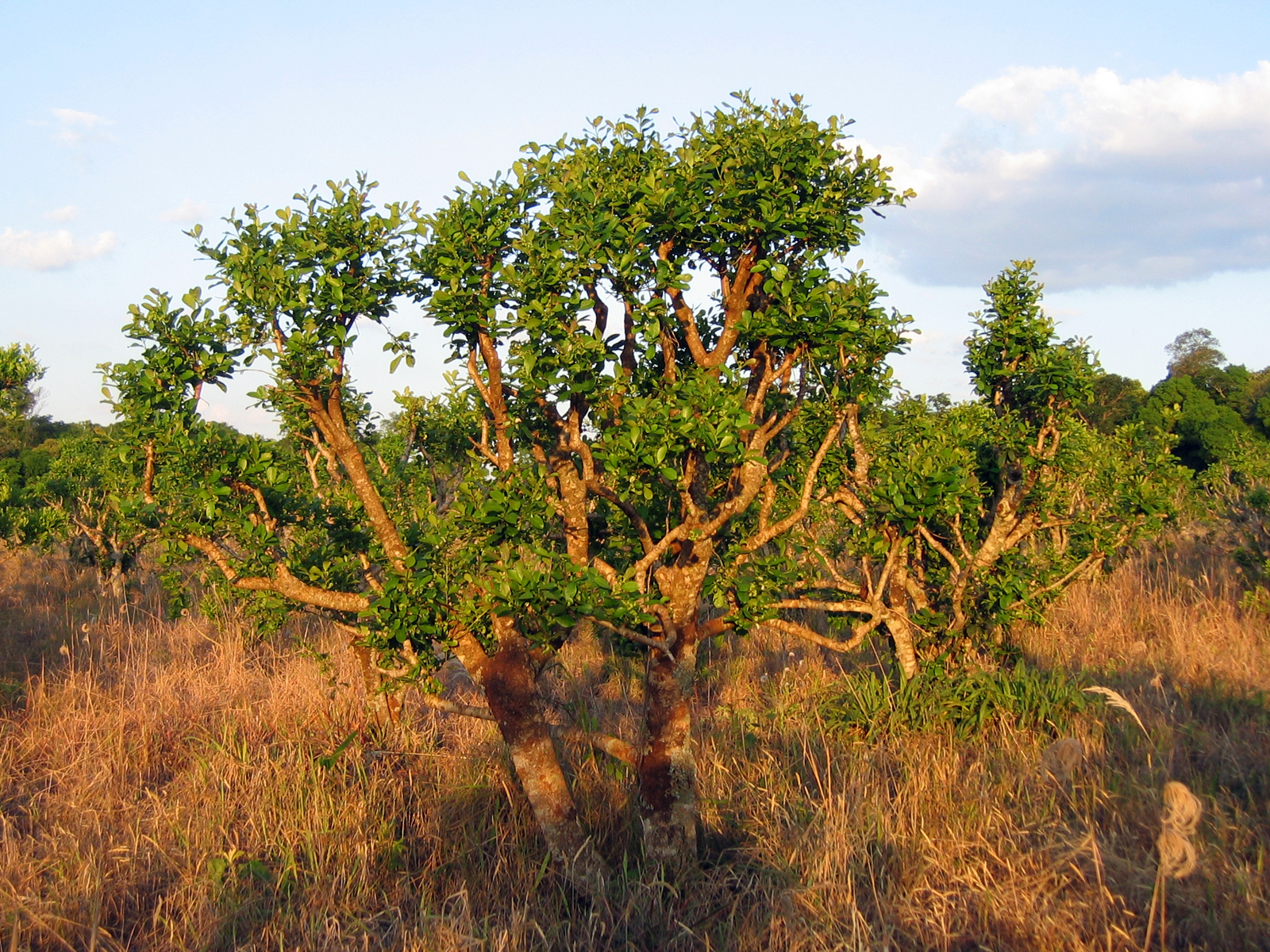

## Lenda da Erva-mate
Uma tribo indígena nômade se deteve nas ladeiras das serras onde nasce o Rio Tabay. Quando retomou seu caminho, um dos membros da tribo, um índio velho e cansado pelos anos, ficou refugiado na selva, na companhia de sua filha Yaríi, que era muito bonita. Um dia, chegou ao esconderijo do velho um homem, Yaríi cantou uma melodia triste e suave para que o visitante adormecesse.
O velho ofereceu ao visitante uma carne assada de acuti, um roedor da região e um prato de tambu, que é preparado com uma larva de carne branca e abundante que os Guaranis criam nos troncos de pindó.
O visitante confessou ser enviado de Tupã, e quis recompensar tanta generosidade com a realização de seus desejos: o velho, sabendo que Yaríi não o abandonaria devido a sua idade, pediu ao visitante que recuperasse suas forças, para que ela se tornasse livre. O homem então para eles entregou um galho de Cáa, ensinando-lhe a secar seus ramos ao fogo e a preparar uma iguaria que poderia lhe devolver o vigor perdido. Além disso, transformou Yaríi em deusa dos ervais e protetora do povo Guarani, a renomeando de Caá-Yaríi. Desde então, a nova planta cresce, oferecendo folhas e galhos para preparar o mate.